# التذكرة الحكيمة في تفسير القرآن الحكيم
تذكير القرآن هي ترجمة باللغة الأردية وتعليق على القرآن الكريم، كتبها مولانا وحيد الدين خان، في عام 1985. نُشر هذا الكتاب لأول مرة باللغة العربية عام 2008 من القاهرة تحت عنوان التذكرة الحكيمة في تفسير القرآن الحكيم، كما تُرجم العمل إلى اللغتين الهندية والإنجليزية. نُشر النسخة الإنجليزية من دار نشر جودوورد بوكس (بالإنجليزية: Goodword Books) في عام 2011 تحت عنوان ترجمة القرآن الكريم وتفسيره مع النص العربي الموازي.

## الخلفية
كان مولانا وحيد الدين خان، الذي وُلد عام 1925 في أعظم جارة [الإنجليزية] في الهند، وكان عالمًا صوفيًّا إسلاميًّا كان على دراية جيدة بكل من التعلم الإسلامي الكلاسيكي والعلوم الحديثة. لقد كانت مهمة حياته منذ مرحلة مبكرة جدًا هي إقامة السلام العالمي، ولهذا الغرض كرس الكثير من الوقت والجهد لتطوير أيديولوجية كاملة للسلام واللاعنف على أساس تعاليم القرآن الكريم. تُعرف ترجمة مولانا وحيد الدين خان للقرآن الكريم على نطاق واسع بأنها بسيطة وواضحة وسهلة القراءة.

## المواضيع
وفقًا لمولانا، فإن القرآن الكريم هو النص الديني المركزي للإسلام، والذي يُؤمن المسلمون أنه وحي من الله. ويؤكد على أهمية اكتشاف الإنسان للحقيقة على مستوى الإدراك. الهدف من ذلك هو فهم خطة الله للخلق، أي لماذا خلق الله هذا العالم؛ والغرض من استقرار الإنسان على الأرض، وما هو مطلوب من الإنسان في فترة حياته قبل الموت، وكيف سيحدد سجل حياته ما ستجلبه فترة ما بعد الموت من مكافأة أو عقاب. وهكذا يعمل القرآن على توجيه الإنسان في رحلته كلها عبر الحياة إلى الحياة الآخرة. إن المواضيع الرئيسية للقرآن الكريم، والتي تم تحديدها بوضوح في هذه الترجمة والتفسير للقرآن الكريم، هي التنوير والسلام والقرب من الله. ولكي يتمكن القارئ من اكتشاف الله على المستوى الفكري المحض، يؤكد القرآن على التوسوس والتدبر والتفكر - التأمل والتأمل في علامات الله في جميع أنحاء العالم.

## طالع أيضًا
- مولانا وحيد الدين خان
- سانياسناين خان [الإنجليزية]